# Príncipe Nagaya
O Príncipe Nagaya (長屋王 Nagaya-no-ōkimi ou Nagaya-ō, 684 – 20 de março de 729) foi um político durante o período Nara e príncipe imperial do Japão. Filho do príncipe Takechi (neto do Imperador Tenmu) e da Princesa Minabe (filha do Imperador Tenji e irmã da Imperatriz Genmei), Nagaya casou-se com a princesa Kibi (sua prima, filha da Imperatriz Genmei e irmã da Imperatriz Gensho.
Nagaya teve grande influência política enquanto membro da mais alta classe da Família Imperial do Japão. Residiu em numa grande moradia que ocupava um imenso espaço da antiga capital Heijō-kyō (actual Nara).
O clã Fujiwara foi o mais forte rival de Nagaya. Fujiwara no Fuhito, líder do clã, fora o funcionário mais importante da Corte quando o país foi reinado pela Imperatriz Gensho, prima de Nagaya. Após a morte de Fuhito em 720, o príncipe apoderou-se de todo o poder da corte. Esta mudança significativa foi motivo para inúmeros conflitos entre ele e os quatro filhos de Fuhito ( Muchimaro,  Fusasaki,  Maro e  Umakai) no reinado do Imperador Shōmu.
Em 729, os quatro filhos de Fuhito acusaram Nagaya de ter cometido um falso crime e com isto foi submetido a pena de morte. Assim, viu-se forçado a cometer seppuku. A sua esposa, a Princesa Kibi e os seus filhos foram mortos logo após o suicídio de Nagaya.

## Esposas e filhos
- Princesa Kibi (? -729)
  - Príncipe Kashiwade (? -729)
  - Príncipe Katsuragi (? -729)
  - Príncipe Kagitori (? -729)
- Uma senhora do clã Ishikawa
  - Príncipe Kuwata (? -729)
  - Fujiwara no Nagako, filha de Fujiwara no Fuhito
  - Príncipe Asukabe (-?)
  - Príncipe Kibumi (? -757)
  - Príncipe Yamashiro (Fujiwara no Otosada) (? -763)
  - Princesa Kyosho, uma freira
- Abe no Ōtoji
  - Princesa Kamo (-?)
- Princesa Chinu
  - Princesa Madokata (? -774)